# YoubeQ
youbeQ é uma Aplicação web de simulação de voo e de simulação de condução, grátis e multijogador, que corre no Navegador (informática) web em diversas plataformas e sistemas operacionais (incluindo GNU/Linux, Mac OS e Microsoft Windows).
Este simulador utiliza as bibliotecas WebGL do globo virtual Cesiumjs, e é desenvolvido desde 2011. Em termos de simulação de voo pode ser visto como uma alternativa mais Arcade ao Microsoft Flight Simulator.
Está disponível para instalação na loja de aplicações web da Google. Caracteriza-se pelo seu realismo pois permite aos utilizadores escolher qualquer localização no planeta terra para explorarem. O nome youbeQ foi inspirado na palavra ubiquidade que significa a possibilidade de estar em diversos locais ao mesmo tempo. Isto representa o que o youbeQ proporciona, ou seja, a liberdade de ir para qualquer local do mundo a qualquer hora.
O youbeQ nasceu na empresa iNovmapping, LDA, e é agora propriedade da Maps With Life, S.A. Atualmente esta empresa está incubada no Instituto Pedro Nunes (IPN) - uma instituição da ligada à Universidade de Coimbra. A sua incubadora de empresas ganhou no ano de 2010 o premio de melhor incubadora do mundo, para empresas de base tecnológica.